# Сандро Ранијери
Сандро Ранијери Гимараес Кордеиро (порт. Sandro Raniere Guimarães Cordeiro; Риашињо, Минас Жераис, 15. март 1989) бразилски је фудбалер који игра на позицији везног играча.